# Friendly Face
Friendly Face, född 18 april 1984 i USA, är en amerikansk standardhäst som tävlade mellan 1986 och 1990. Han räknas som en av de mest framgångsrika finskägda travhästarna hästarna.

## Karriär
Han tränades och kördes inledningsvis av Jan Johnson i Nordamerika mellan 1986 och 1987. Efter säsongen 1987 flyttades han över till Finland, där han kördes och tränades av Pekka Korpi.
Friendly Face sprang totalt in 871 919 euro på 117 starter, varav 48 segrar, 23 andraplatser och 9 tredjeplatser. Han tog karriärens största segrar i Historic Harriman Challenge Cup (1986), Grote Prijs der Giganten (1988, 1989, 1990), Killerin Eliitti (1989, 1990), Gran Premio Citta' di Montecatini (1989), Gran Premio U.N.I.R.E (1989), Gran Premio Duomo (1989), Gran Premio Costa Azzurra (1990) och Gran Premio Renzo Orlandi (1990). Han har även kommit på andraplats i Finlandialoppet (1988, 1989, 1990).
Friendly Face segrade även i travloppsserien European Grand Circuit 1989 och 1990. Friendly Face är tillsammans med Houston Laukko de enda finskägda hästarna som segrat i serien. Han var även en av tio hästar som deltog i March of Dimes Trot som kördes på Garden State Park Racetrack i New Jersey den 17 november 1988. Loppet anses vara ett av de mest legendariska travloppen som körts.

### Avelskarriär
Friendly Face gjorde sin sista start i karriären på Pompano Park i november 1990. 1993 stallades han upp i Italien för att vara verksam som avelshingst. Han är bland annat morfar till Exploit Caf, som segrat i bland annat Elitloppet (2008) och Prix de France (2008).